# Дубинин, Михаил Семёнович
Михаил Семёнович Дубинин (1874—1927) — предприниматель, староста Воскресенского храма в Сокольниках; возглавлял Сокольнический клуб лыжников, принимал участие в создании Московской футбольной лиги и Всероссийского футбольного союза (ВФС).

## Биография
Родился в 1874 году в семье зажиточных крестьян села Жегалово Богородского уезда Московской губернии купца 2-й гильдии Семёна Михайловича Дубинина (1849—1901) и его жены Екатерины Петровны (урожд. Каптелиной; 1850—1925).
После службы в армии, в 1898 году Михаил поступил на бухгалтерские курсы в Торговых классах Московского общества распространения коммерческого образования. После их окончания 28 января 1900 года он женился на купеческой дочери владельца красильно‑аппретурной фабрики в Щёлково, Елизавете Алексеевне Поляковой; поселились они в Сокольниках. В 1901 году открыл свою мануфактурную торговлю. В семье родились четыре сына:
- Михаил (1901—1993) — учёный-химик, академик
- Владимир (1902—1938) — директор Гипротеатра
- Борис (1903—1966) — лауреат Сталинской премии (1948)
- Дмитрий (1907—1974)

Поработав помощником бухгалтера Московского кадетского корпуса, он 25 августа 1903 года совместно с фабрикантом П. Ф. Фёдоровым основал торговый дом «Федоров П. и Дубинин М.» (шерстяные изделия собственного производства).
Как председатель Сокольнического клуба лыжников М. С. Дубинин в 1905 году участвовал в собрании покровителей игры в футбол, на котором было принято решение содействовать развитию нового вида спорта в Москве. В марте 1914 года М. С. Дубинин стал казначеем Всероссийского футбольного союза. 14 (27) августа 1915 года на заседании комитета Московской футбольной лиги под председательством М. С. Дубинина было утверждено «Положение о Московской коллегии судей по футболу», разработанное группой судей во главе с И. И. Савостьяновым, ставшим во главе коллегии.
М. С. Дубинин также состоял членом Русского фотографического общества, Общества гимнастики, Московского клуба автомобилистов.
После революции Дубинин работал счетоводом на государственной мельнице, служил в конторе магазина «Северная компания» (1921—1923) и, одновременно, содержал кустарное производство. В июне 1923 года за использование наёмной рабочей силы Дубинин был осуждён на 5 лет — в 1925 году досрочно освобождён.
Из воспоминаний Андрея Старостина «Полвека на футбольном поле»: 

Как о живой легенде, рассказывали о Михаиле Дубинине, видном деятеле МФЛ, участвовавшем в игре в роли защитника. Тучный, с ранних лет расположенный к полноте, он приходил на площадку, тогда ещё не огороженную, с дворником, который нес стул. Дубинин занимал позицию на футбольном поле, как и полагалось беку, в районе штрафной площадки, а дворник со стулом наготове располагался за линией поля вблизи ворот.

Михаил Семенович нанесет отбойный удар подальше от ворот и кричит: «Дорофей, стул!» Дворник расторопно подбегает, и защитник усаживается на стул в ожидании очередной контратаки. Когда же атака у чужих ворот задерживалась, Дорофей, как уверяли, успевал обслужить монументально восседавшего на своем стуле хозяина и стаканом холодного пива.
Умер в 1927 году от кровоизлияния в мозг. Похоронен на Пятницком кладбище.